# Théo Pourchaire
Théo Jérôme Julien Pourchaire (Grasse, 20 de agosto de 2003), é um automobilista francês que atualmente é piloto de desenvolvimento da Peugeot. Em 2024, disputou seis corridas na IndyCar Series pela equipe Arrow McLaren. É ex-membro da Sauber Academy e recentemente, atuou como piloto de testes e reserva da equipe de Fórmula 1 Stake F1 Team Kick Sauber. Pourchaire conquistou o título da ADAC Fórmula 4 em 2019, e do Campeonato de Fórmula 2 da FIA em 2023.

## Biografia
Théo Jérôme Julien Pourchaire nasceu em Grasse, comuna francesa, situada nos Alpes Marítimos na Costa Azul, sendo filho de Jerome e de Sandrine, e tendo uma irmã mais velha chamada Pauline. Seu pai é mecânico de kart e também um grande fã de automobilismo, colocando o filho para andar num kart quando ele tinha apenas dois anos.
Quando não está nas pistas, Pourchaire relaxa praticando esportes como basquete e futebol, e jogando videogames como Call of Duty e Grand Theft Auto. Ele é um grande fã da saga Star Wars e da música estadunidense, tendo o rapper Drake como seu artista favorito. Pourchaire afirmou que se não fosse um piloto de corrida, procuraria outro trabalho na indústria esportiva. Ele também é um grande fã dos campeões de Fórmula 1 Fernando Alonso e Michael Schumacher, além de admirar esportistas que ele considera "lendas", como Cristiano Ronaldo, LeBron James e Roger Federer.

## Carreira

### Kart
Pourchaire começou no cartismo aos sete anos, em 2010, vencendo diversos campeonatos franceses e sendo terceiro no mundial.

### Fórmula 4

#### F4 Francesa
Pourchaire migrou para os monopostos em 2018, aos catorze anos, quando correu no Campeonato Francês de Fórmula 4.  Mesmo sendo o mais jovem do grid, ele mostrou resultados ao ser constante na pontuação, anotar oito pódios e uma vitória, finalizando a temporada em terceiro na classificação geral, atrás do vice-campeão Ugo de Wilde por 6,5 pontos e do campeão Caio Collet por 93,5 pontos. Já na categoria Junior, que tinha apenas quatro pilotos, Pourchaire foi campeão dominante, vencendo dezesseis de vinte e uma etapas e ficando mais de cem pontos de distância para Reshad de Gerus.

#### ADAC F4

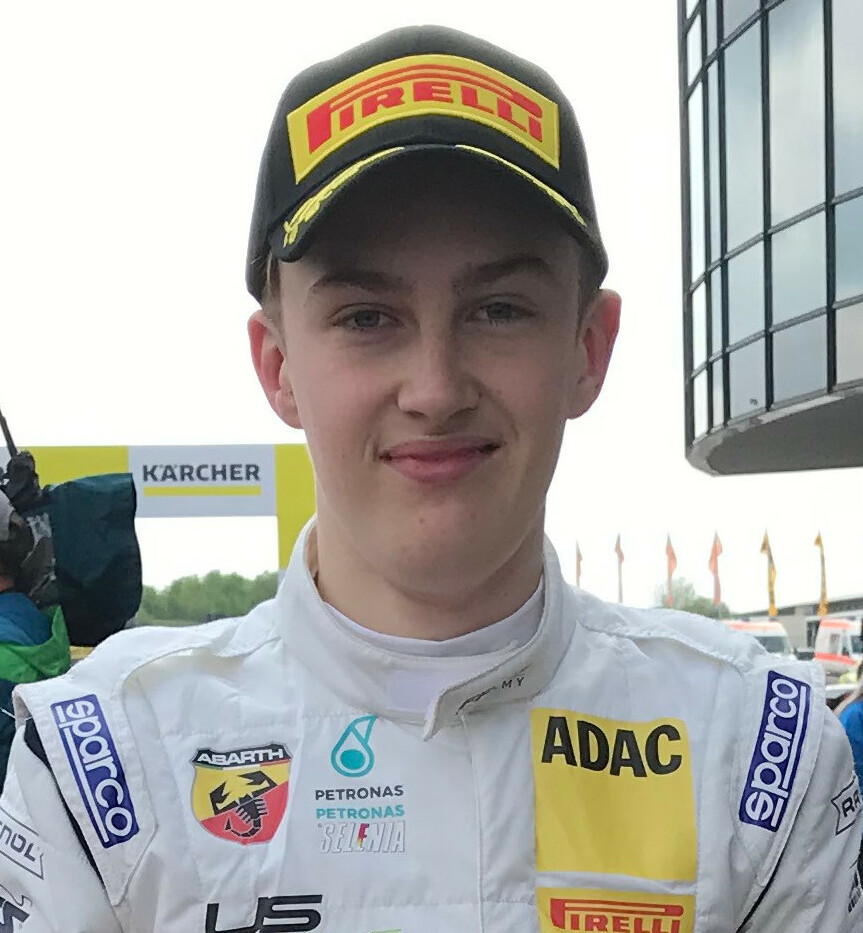
Théo Pourchaire em 2019

Em 2019, Pourchaire correu na ADAC Fórmula 4 pela equipe US Racing-CHRS, ao lado de Roman Staněk, Arthur Leclerc e Alessandro Ghiretti. Pourchaire somou quatro vitórias, pódios e foi campeão com sete pontos de diferença para Dennis Hauger. Seus resultados, assim como os de Leclerc (terceiro colocado), Staněk (quarto na classificação geral e campeão entre os rookies) e Ghiretti (sexto colocado) também ajudaram a US Racing a ser campeã de construtores.

### Fórmula 3
Em 29 de dezembro de 2019, foi anunciado que Pourchaire havia sido contratado pela equipe ART Grand Prix para a disputa da temporada de 2020 do Campeonato de Fórmula 3 da FIA, sendo companheiro de Alexander Smolyar e de Sebastián Fernández.
Aos 16 anos, Pourchaire foi o mais jovem vencedor na F3, ao ganhar o GP da Áustria. Essa marca só foi superada em 2024, quando Arvid Lindblad venceu a corrida de abertura da temporada no Barém. O francês venceu novamente na corrida seguinte, na Hungria, e fez mais seis pódios ao longo do ano. Pourchaire chegou a disputar o título, mas acabou com o vice-campeonato, com 161 pontos, a três do campeão Oscar Piastri.

### Fórmula 2

#### 2020
Em 14 de outubro de 2020, a equipe BWT HWA Racelab anunciou que Pourchaire substituiria Jake Hughes a partir da 11ª rodada do Campeonato de Fórmula 2 da FIA de 2020, que foi realizada no Barém. Ele não pontuou em nenhuma das quatro corridas disputadas, abandonando uma e tendo como melhores resultados dois décimos oitavos lugares, sendo o 26º e último na classificação geral.

#### 2021

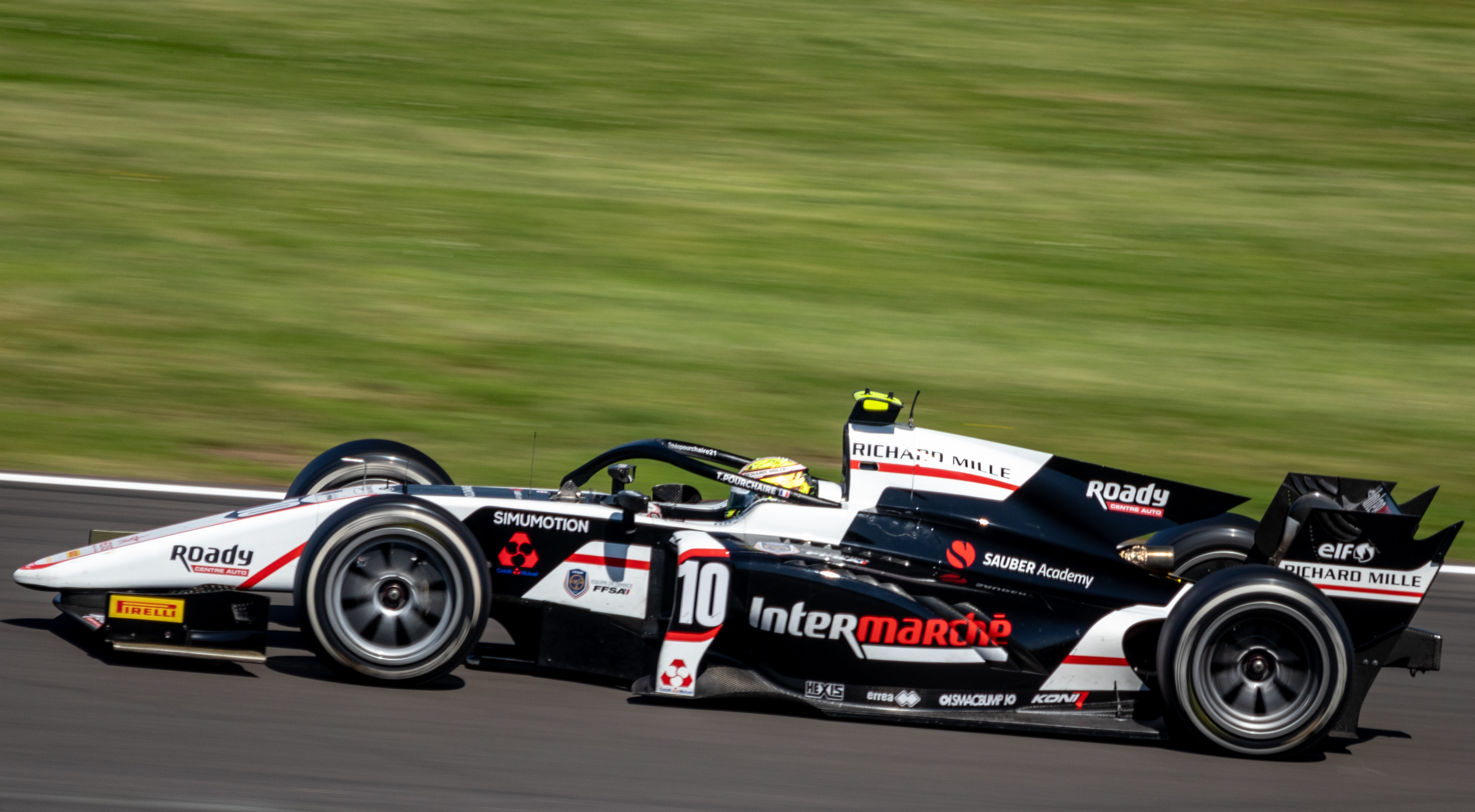
Pourchaire no GP da Grã-Bretanha da F2 de 2021

Em 25 de janeiro de 2021, foi anunciado que Pourchaire se reuniria com a ART Grand Prix para a disputa da temporada de 2021, tendo o dinamarquês Christian Lundgaard como companheiro. Ele fez sua primeira pole position em Mônaco, estabelecendo o recorde de mais jovem piloto a fazer pole na F2. Com 17 anos e 264 dias, Pourchaire bateu o recorde anterior que pertencia a Lando Norris. Na corrida longa de Monte Carlo, Pourchaire se tornou também o mais jovem a vencer uma prova na categoria. Mas em abril de 2025, seu recorde foi superado por Arvid Lindblad, que era 21 dias mais jovem quando venceu a corrida sprint de Gidá da F2. O francês venceu novamente na corrida 1 de Monza e fez mais um pódio com o segundo lugar na corrida longa de Sochi, finalizando sua primeira temporada completa em quinto lugar, com 140 pontos, quase o triplo dos somados por Lundgaard, o 12º colocado. Dentre os estreantes, Pourchaire ficou em segundo, com mais de cem pontos atrás de Oscar Piastri, que também venceu o campeonato de pilotos.

#### 2022

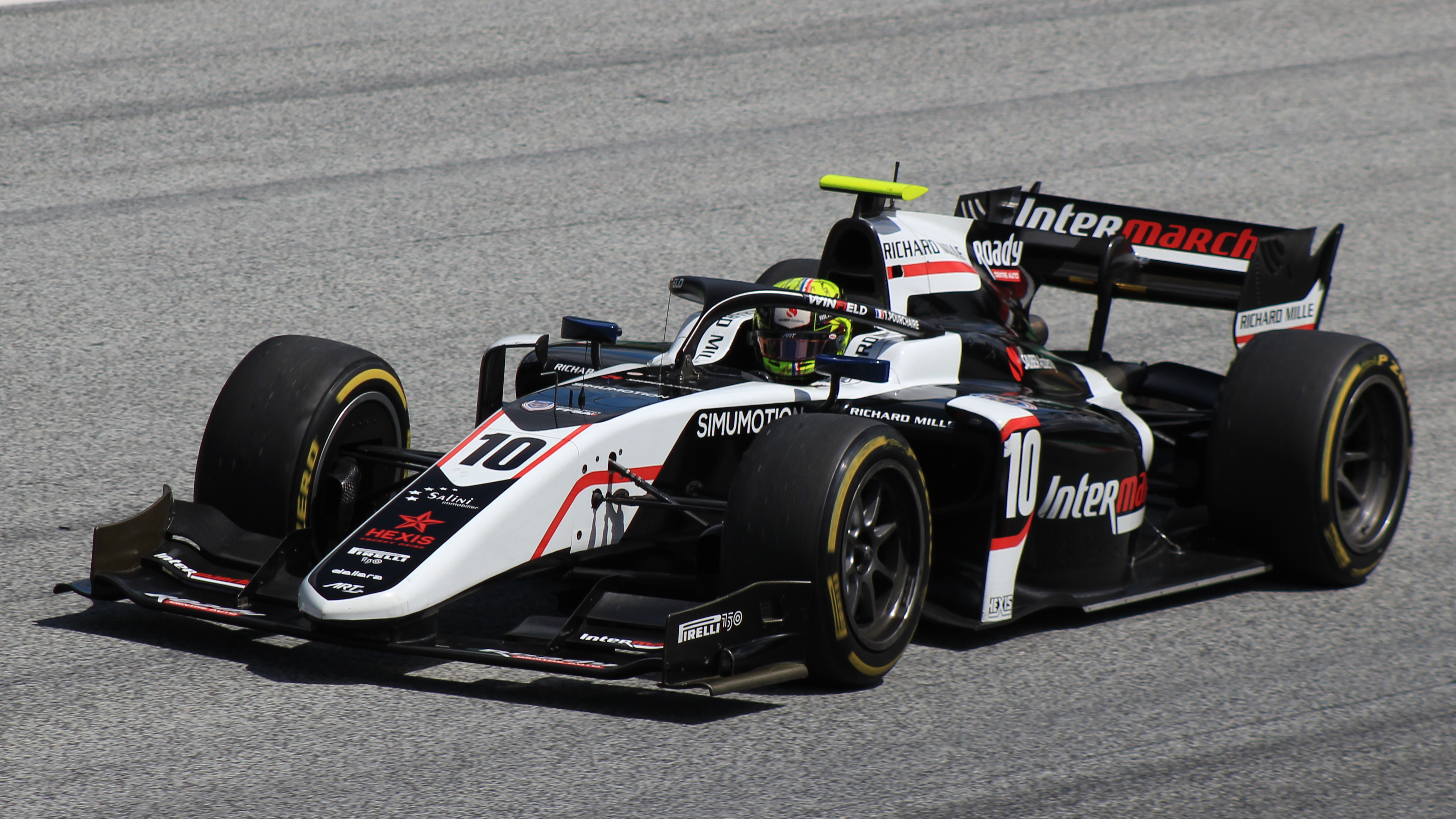
Pourchaire no GP da Áustria da F2 de 2022

Ele permaneceu com a ART para 2022, tendo outro dinamarquês, Frederik Vesti, como seu mais novo companheiro. Pourchaire era visto como um dos candidatos ao título, por seus bons resultados na F3 e por estar em uma das equipes mais tradicionais da F2, e seu desempenho na rodada do Barém parecia confirmar isso. Na corrida curta, o francês vinha em bom ritmo antes de abandonar por problema de motor, mas na corrida longa, ele se aproveitou dos problemas dos líderes Jack Doohan e Juri Vips para vencer e começar a temporada como líder do campeonato. Mas a rodada seguinte, na Arábia Saudita, se mostrou desastrosa para Pourchaire, que não pontuou na corrida curta e abandonou a corrida longa por mais uma falha de motor. A liderança do campeonato passou para o brasileiro Felipe Drugovich, da equipe mediana MP Motorsport, que fez a pole e venceu a corrida longa.
O francês chegou a recuperar a liderança após vencer a corrida longa em Ímola, mas na rodada da Espanha, Drugovich venceu tanto a corrida sprint quanto a principal, e reconquistou a liderança, ficando com ela até o final da temporada. Já Pourchaire tentou se manter na disputa do título, chegando a ser ameaçado por Logan Sargeant, e na corrida sprint de Monza, o francês viu o título se encaminhar para Drugovich após ele não conseguir sair da décima sétima colocação, mesmo com o piloto da MP abandonando a prova. Assim, Pourchaire finalizou 2022 com o vice-campeonato, somando três vitórias, mais quatro segundos lugares, totalizando sete pódios e 164 pontos, ficando atrás do brasileiro por 101 pontos, e à frente do terceiro colocado Liam Lawson por quinze pontos.

#### 2023

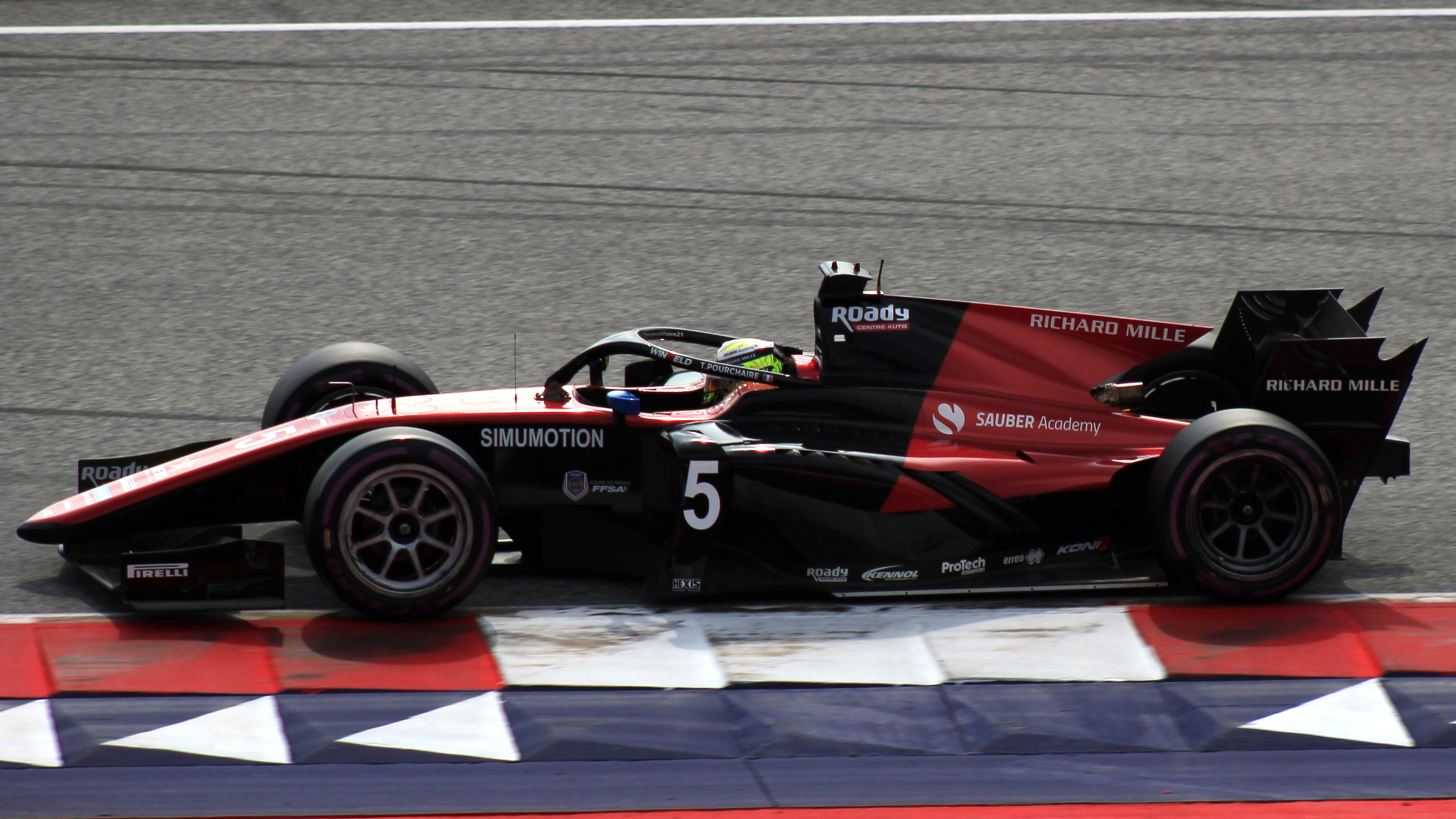
Pourchaire no Red Bull Ring em 2023

Pourchaire renovou com a ART para 2023, fazendo seu terceiro ano na F2 ao lado de seu compatriota Victor Martins, que vinha de um título na Fórmula 3. Dessa vez, Pourchaire dominou a temporada, mesmo só tendo vencido uma corrida, contra as seis vitórias de seu principal adversário, Frederik Vesti, Pourchaire se manteve à frente na tabela por ser mais constante na zona de pontos e ter mais pódios que o dinamarquês, que agora corria pela Prema. O francês se sagrou campeão na última etapa da categoria, realizada em Abu Dhabi, após conquistar o quinto lugar na corrida principal, ficando acima de Vesti por onze pontos.

### Fórmula E
Em maio de 2022, Pourchaire revelou que testou o novo carro da Fórmula E Gen3 no início de 2022. Ele completou três dias de testes e comentou que o carro era "muito bom" e "muito rápido".
Pourchaire estava na disputa por um assento na equipe Nissan Formula E Team para a temporada de 2022–23, antes da equipe anunciar Norman Nato e Sacha Fenestraz para essa temporada.
Em fevereiro de 2025, Pourchaire foi anunciado como um dos participantes do teste de novatos da Fórmula E em Gidá, com o francês correndo pela Maserati MSG Racing.

### Super Fórmula
Pourchaire tinha sido escalado para um teste na Super Fórmula no Circuito de Suzuka entre os dias 7 e 8 de dezembro de 2022 com a equipe Kondo Racing, mas foi cancelado. Seu primeiro teste ocorreu de 6 a 8 de dezembro do ano seguinte, enquanto o francês pilotava para a Team Impul em Suzuka.
A Team Impul logo confirmou que Pourchaire correria com a equipe no Campeonato de Super Fórmula de 2024. Mas ele só correu na etapa de Suzuka, que não foi positiva para ele, já que o francês largou em 16º, cometeu erros e acabou na 18ª posição. Posteriormente, ele decidiu abandonar o campeonato para correr na IndyCar Series.

### Fórmula 1
Como parte de seu contrato com a equipe US Racing-CHRS para o Campeonato da ADAC Fórmula 4 de 2019, Pourchaire foi nomeado membro da Sauber Junior Team. Em junho de 2020, Pourchaire renovou seu relacionamento com o programa de jovens pilotos da Sauber.
Pourchaire completou seu primeiro teste na Fórmula 1 em agosto de 2021, pilotando o Alfa Romeo Racing C38 no Hungaroring. Pourchaire foi listado como um dos candidatos a preencher o segundo assento da Alfa Romeo ao lado de Valtteri Bottas, mas foi para Guanyu Zhou. Com o chefe da equipe da Alfa Romeo, Frédéric Vasseur, afirmando que era "muito arriscado" promover Pourchaire.
Ele mudou-se para uma função de teste com a equipe Alfa Romeo para a temporada de 2022 da Fórmula 1 e participou de uma primeira sessão de treino livre. Pourchaire fez sua estreia em um treino livre com a Alfa Romeo no Grande Prêmio dos Estados Unidos de 2022, ao mesmo tempo em que confirma ele como piloto reserva da equipe em 2023. Pourchaire também participou dos testes pós-temporada em Abu Dhabi.
Antes do Grande Prêmio de Singapura de 2023, a equipe anunciou que Pourchaire continuaria sendo piloto reserva para a temporada de 2024, com Valtteri Bottas e Guanyu Zhou sendo mantidos como pilotos titulares. Depois disso, Pourchaire revelou que estava "muito próximo" de assinar com a equipe para 2024. Pourchaire participou de sua primeira sessão de treino livre em 2023 no Grande Prêmio da Cidade do México. No entanto, ele não conseguiu definir um tempo de volta competitivo após um problema no sistema de freio que o forçou a sair da maior parte da sessão. A segunda sessão de treino livre de Pourchaire ocorreu no Grande Prêmio de Abu Dhabi, onde ele pilotou o C43 no lugar de Guanyu Zhou. Pourchaire também participou do teste para jovens pilotos com a Alfa Romeo, terminando em 11º.
Em dezembro de 2024, foi anunciada a reformulação na Sauber Junior Team, e Pourchaire deixou de fazer parte da equipe.

### IndyCar Series
Em 18 de abril de 2024, Pourchaire substituiu o lesionado David Malukas pela Arrow McLaren no Grande Prêmio de Long Beach, prova da IndyCar Series de 2024. Pilotando o Chevrolet nº 6 da equipe, Pourchaire teve uma boa estreia, ganhando onze posições a partir da largada e terminando em 11º lugar. Após a prova, ele afirmou ter gostado da experiência e expressou o desejo de fazer uma carreira na Indy, mesmo sonhando em um dia estrear na Fórmula 1 com a Sauber. Pourchaire continuou a substituir Malukas no Barber Motorsports Park, com este sendo liberado após essa etapa, por conta do prazo indefinido de sua recuperação. Com isso, Pourchaire foi contratado dias depois para fazer o restante da temporada, exceto as 500 Milhas de Indianápolis, renunciando aos seus compromissos com a Super Fórmula.
Em Detroit, Pourchaire se classificou em sétimo e terminou em décimo lugar, apesar de uma penalidade por contato com Agustín Canapino. Após a corrida, Pourchaire recebeu mensagens abusivas, incluindo ameaças de morte, atribuídas a fãs de Canapino, por causa da colisão entre os dois pilotos. Os ataques foram condenados pela IndyCar, pela Arrow McLaren e pela equipe de Canapino, Juncos Hollinger Racing, embora o próprio piloto tenha negado ter visto as ameaças de morte, classificando as acusações como "levianas", criticado a generalização feita ao povo argentino por causa desse episódio, e curtido mensagens negativas a Pourchaire, incluindo uma que o comparava a Callum Ilott, outro piloto com quem Canapino teve problemas.
Canapino foi retirado da Juncos, com Nolan Siegel entrando em seu lugar. Já Pourchaire estava previsto para correr em Laguna Seca, mas a Arrow McLaren o dispensou e o substituiu justamente por Siegel. Em entrevista à Auto Hebdo, o francês teria declarado se sentir "enjoado" com a forma com que foi retirado da equipe, mas posteriormente, Pourchaire se queixou da "imprecisão grosseira" do artigo, enfatizando que sua saída foi "amigável" e "respeitosa", mesmo que ele tenha se sentido surpreso. Logo depois, a entrevista foi removida do site. Em 19 de julho, Pourchaire retornou para substituir um Alexander Rossi lesionado no Grande Prêmio de Toronto, que ele terminou em 14º lugar. O francês encerrou o ano na vigésima oitava posição, com 91 pontos, dezoito atrás de Canapino, o vigésimo sétimo, e sendo o quinto dentre os estreantes.

### Corridas de resistência
Em 2024, Pourchaire participou da sessão de testes do Campeonato Mundial de Endurance da FIA no Barém pela Peugeot Sport, pilotando o Peugeot 9X8 Le Mans Hypercar. Depois, a equipe francesa o contratou para ser piloto de desenvolvimento e reserva a partir da temporada 2025, no lugar de Malthe Jakobsen, que foi promovido a titular após a saída de Nico Müller.

## Resultados

### Resumo da carreira
| Temporada | Categoria                              | Equipe                    | Corridas                              | Vitórias                              | Poles                                 | V.M.R.                                | Pódios                                | Pontos                                | Posição                               |
| --------- | -------------------------------------- | ------------------------- | ------------------------------------- | ------------------------------------- | ------------------------------------- | ------------------------------------- | ------------------------------------- | ------------------------------------- | ------------------------------------- |
| 2018      | Fórmula 4 Francesa                     | FFSA Academy              | 21                                    | 1                                     | 0                                     | 1                                     | 7                                     | 203                                   | 3º                                    |
| 2019      | ADAC Fórmula 4                         | US Racing–CHRS            | 20                                    | 4                                     | 6                                     | 1                                     | 12                                    | 258                                   | 1º                                    |
| 2020      | Fórmula 3                              | ART Grand Prix            | 18                                    | 2                                     | 0                                     | 0                                     | 8                                     | 161                                   | 2º                                    |
| 2020      | Fórmula 2                              | BWT HWA Racelab           | 4                                     | 0                                     | 0                                     | 0                                     | 0                                     | 0                                     | 26º                                   |
| 2021      | Fórmula 2                              | ART Grand Prix            | 23                                    | 2                                     | 1                                     | 3                                     | 3                                     | 140                                   | 5º                                    |
| 2022      | Fórmula 2                              | ART Grand Prix            | 28                                    | 3                                     | 0                                     | 0                                     | 7                                     | 164                                   | 2º                                    |
| 2022      | Fórmula 1                              | Alfa Romeo F1 Team ORLEN  | Piloto de testes                      | Piloto de testes                      | Piloto de testes                      | Piloto de testes                      | Piloto de testes                      | Piloto de testes                      | Piloto de testes                      |
| 2023      | Fórmula 2                              | ART Grand Prix            | 26                                    | 1                                     | 2                                     | 2                                     | 10                                    | 203                                   | 1º                                    |
| 2023      | Fórmula 1                              | Alfa Romeo F1 Team Stake  | Piloto reserva                        | Piloto reserva                        | Piloto reserva                        | Piloto reserva                        | Piloto reserva                        | Piloto reserva                        | Piloto reserva                        |
| 2024      | IndyCar Series                         | Arrow McLaren             | 6                                     | 0                                     | 0                                     | 0                                     | 0                                     | 91                                    | 28º                                   |
| 2024      | Super Fórmula                          | Itochu Enex Team Impul    | 1                                     | 0                                     | 0                                     | 0                                     | 0                                     | 0                                     | 25º                                   |
| 2024      | Fórmula 1                              | Stake F1 Team Kick Sauber | Piloto reserva                        | Piloto reserva                        | Piloto reserva                        | Piloto reserva                        | Piloto reserva                        | Piloto reserva                        | Piloto reserva                        |
| 2025      | European Le Mans Series - LMP2         | Algarve Pro Racing        | 1                                     | 0                                     | 0                                     | 0                                     | 0                                     | 10                                    | 5º*                                   |
| 2025      | Mundial de Endurance da FIA - Hypercar | Peugeot TotalEnergies     | Piloto de testes e de desenvolvimento | Piloto de testes e de desenvolvimento | Piloto de testes e de desenvolvimento | Piloto de testes e de desenvolvimento | Piloto de testes e de desenvolvimento | Piloto de testes e de desenvolvimento | Piloto de testes e de desenvolvimento |

* Temporada em andamento.